# شمعلة بن الأخضر
شمعلة بن الأخضر بن هُبَيرة الضبي شاعر عربي وفارس جاهلي من فرسان العرب، شهد أيام ومعارك قومه في الجاهلية مثل يوم دارة مأسل ويوم الشقيقة وغيرها، وله شعر فيها، وكان أحد شعراء الحماسة.

## نسبه
هو شمعلة بن الأخضر بن هُبَيرة بن ضرار بن عمرو بن مالك بن زيدٍ بن كعب بن بجالة بن ذهل بن مالك بن بكر بن سعد بن ضبة بن أد.

## شعره
قال في يوم الشقيقة الذي انتصر فيه قومه على بكر بن وائل وقتلوا سيدهم بسطام بن قيس:
وقال في يوم دارة مأسل وقد انتصر قومه فيه على هوازن وقتلوا شتير بن خالدٍ الكلابي: